# 熊本市電田崎線
田崎線（たさきせん）は、熊本県熊本市西区の熊本駅前停留場から田崎橋停留場を結ぶ、熊本市交通局（熊本市電）の軌道路線。

## 路線データ
- 路線距離（営業キロ）：0.5km
- 軌間：1435mm
- 電停数：3（起終点含む）
- 複線区間：熊本駅前 - 二本木口間複線、二本木口 - 田崎橋間一部単線
- 電化区間：全線電化（直流600V）

## 運行形態
A系統（田崎橋 - 健軍町）が4-7分間隔で運行されている。

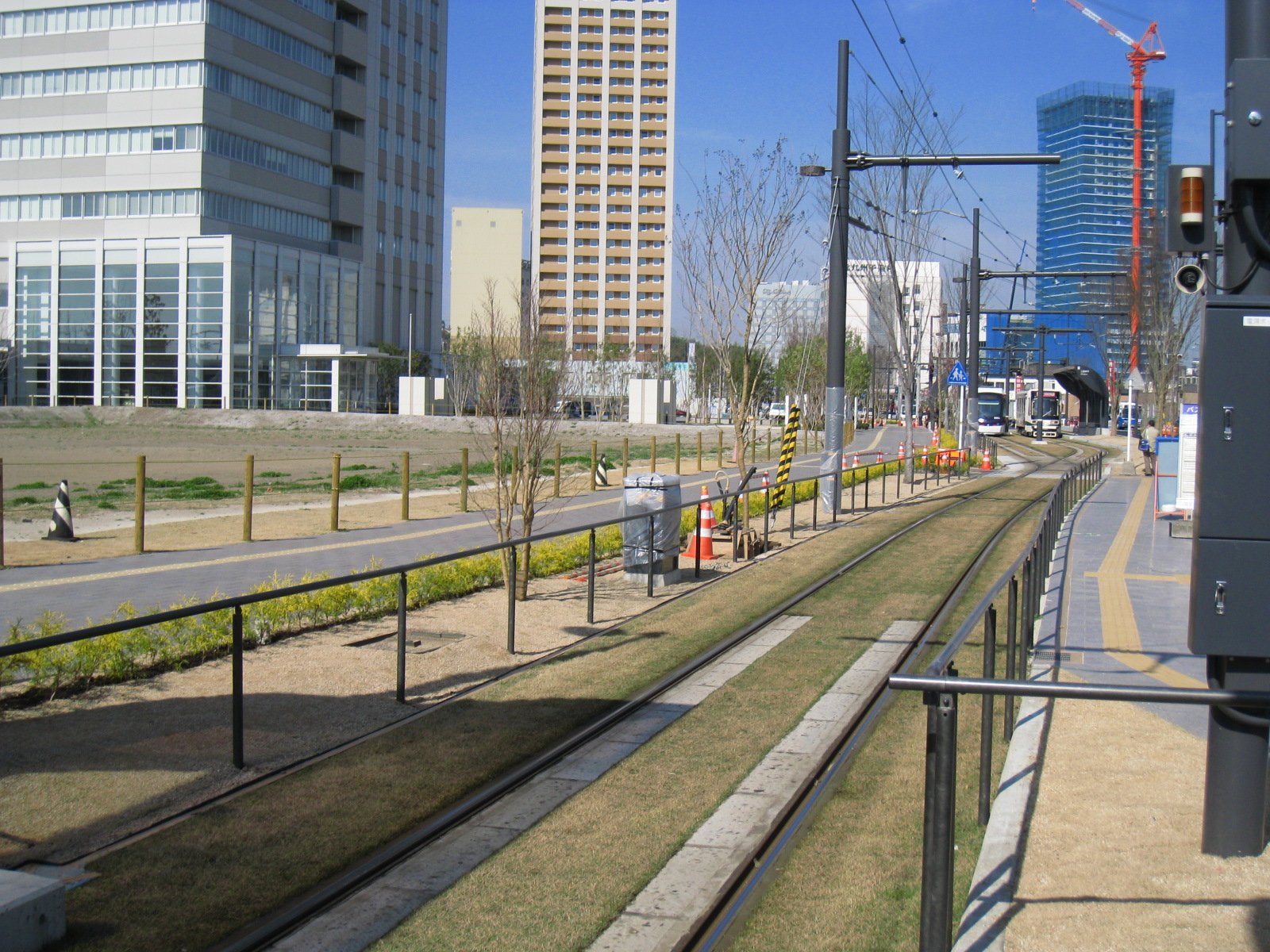
単線区間
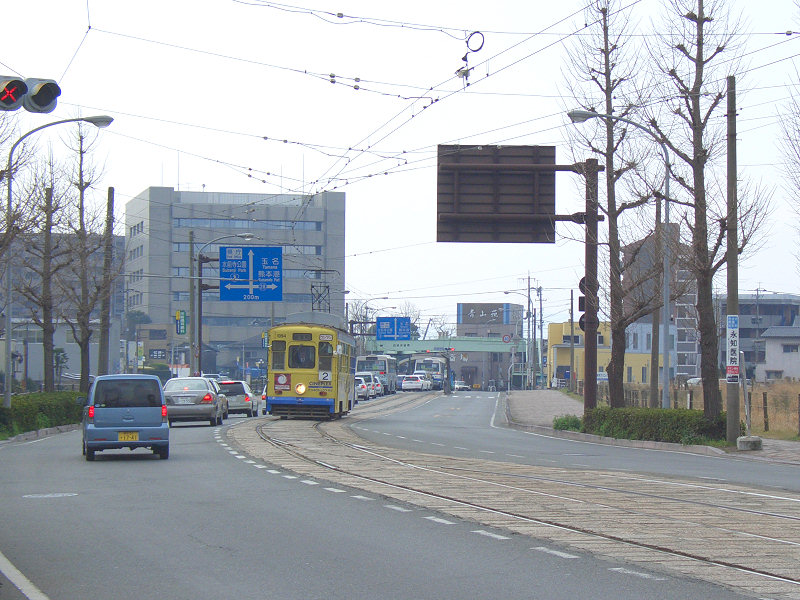
2007年ごろの様子

## 歴史
- 1959年（昭和34年）12月24日：開業。
- 2010年（平成22年）4月26日：全線をサイドリザベーション化。
- 2024年（令和6年）7月26日：田崎橋 - 二本木口間のポイント付近を走行中の電車が脱線する事故が発生[1]。同年7月28日まで熊本駅前 - 田崎橋間が区間運休となった[2]。

### JR熊本駅新駅舎乗り入れ計画とその断念
熊本市は2006年、鹿児島本線・豊肥本線連続立体交差化事業及びJR熊本駅東口駅前広場整備に合わせ、JRとの乗り換えの利便性を向上させる目的からJR熊本駅新駅舎に市電を引き込む計画を提起し、同年、熊本県など関係機関と合意。2013年9月に東口駅前広場機能配置案を公表した。
同案によると、熊本駅前電停から直接二本木口電停方面に向かっている現在のルートから、双方に分岐点を設けて市電が東口駅前広場内を横切り、JR熊本駅新駅舎1階部分に進入、スイッチバック方式で再び東口駅前広場内を横切り本線上に戻るという計画であった。市電の軌道敷は歩行者が自由に往来できるトランジットモール形式を想定していた。ただし、歩行者や自転車の往来について安全面の課題があるため、その可否に向けて検討を行い、2014年度中に結論を出すことになった。
2015年2月、大西一史熊本市長は熊本市議会本会議において「歩行者・自転車の安全確保や駅前広場の自由な往来が制限されるという課題に解決策が見い出せていない」「（事業計画・日程や今後検討を進める市電そのものの延伸への影響も踏まえ）駅舎乗り入れを諦め、駅前広場計画を見直す」と述べ、計画断念を表明した。今後は市電とバス・タクシーとの乗り換え利便性の向上について検討するという。

## 停留場一覧
- 全停留場が熊本県熊本市西区に所在。

| 番号 | 停留場名       | 駅間 キロ | 累計 キロ | 接続路線                                                                           |
| ---- | -------------- | --------- | --------- | ---------------------------------------------------------------------------------- |
| 3    | 熊本駅前停留場 | -         | 0.0       | 熊本市電：幹線 九州旅客鉄道： 九州新幹線・■鹿児島本線・■豊肥本線・■三角線 ⇒ 熊本駅 |
| 2    | 二本木口停留場 | 0.3       | 0.3       |                                                                                    |
| 1    | 田崎橋停留場   | 0.2       | 0.5       |                                                                                    |

1. ↑  三角線は宇土駅が起点だが、全列車が熊本駅まで乗り入れる。